# Christine Thürmer

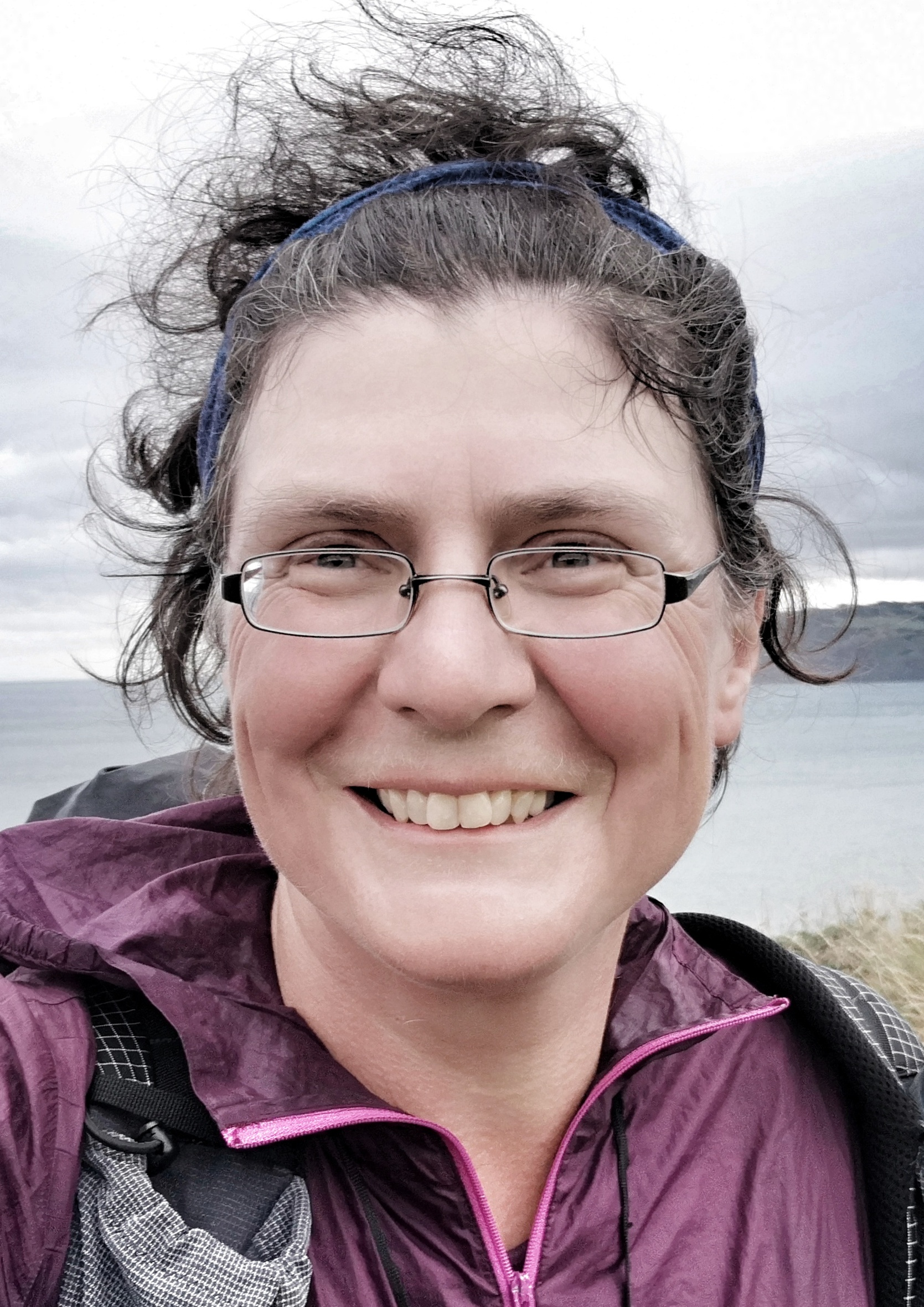
Christine Thürmer in England 2019

Christine Thürmer (geboren 9. Juli 1967 in Forchheim) ist eine deutsche Langstreckenwanderin und Sachbuchautorin. Sie hat nach eigenen Angaben mehr als 60.000 Kilometer zu Fuß zurückgelegt und gilt damit als „meistgewanderte“ Frau der Welt. In der amerikanischen Thruhiker-Szene ist sie unter dem Namen German Tourist bekannt.

## Leben

### Beruflicher Werdegang
Christine Thürmer wuchs in Forchheim auf und studierte an der Hochschule der Künste Berlin Gesellschafts- und Wirtschaftskommunikation. Nach ihrem Studium arbeitete sie im Bereich der Unternehmenssanierung. Nachdem sie ihre Arbeit verloren hatte und ein Freund gestorben war, beschloss sie nach eigenen Aussagen 2007, ihr Leben zu ändern und sich ausschließlich dem Langstreckenwandern, Radfahren und Paddeln zu widmen. Heute lebt sie von ihrem Ersparten und dem, was sie durch Vorträge und Bücher einnimmt.
Christine Thürmer lernte im Yosemite-Nationalpark in den USA das Thruhiking kennen, das heißt das Durchwandern eines Fernwanderweges in einer zusammenhängenden Tour. Thürmer verfolgt dabei das Konzept des Ultraleichtwanderns mit möglichst minimalem Gepäck. Ihre beruflichen Fähigkeiten als Managerin kamen ihr nach eigenen Aussagen bei der Planung und Organisation ihrer Reisen zugute: „Kostenoptimierung, Logistikkonzepte, Exceltabellen. Letztendlich hat mir das alles sehr geholfen, weil die Bewältigung einer Langstrecke zu großen Teilen von der Logistik und der Planung abhängig ist. Die Fitness kommt unterwegs von alleine … Ich bin umgestiegen, nicht ausgestiegen. Mein Job hat mir immer Spaß gemacht. Ich bin umgestiegen, weil ich wissen wollte, was es noch gibt im Leben.“
In ihren Büchern, die auf der Spiegel-Bestsellerliste standen, gibt sie Eindrücke und Erfahrungen ihrer zahlreichen Reisen sowie Tipps für Thruhiker wieder. 2017 wurde Thürmer mit den ITB BuchAwards für ihr Buch Laufen. Essen. Schlafen. ausgezeichnet, in dem sie ihre Wanderungen auf den drei großen nordamerikanischen Fernwanderwegen beschrieb und das u. a. auch ins Russische und Koreanische übersetzt wurde. Beim El Mundo-Festival 2019 wurde sie für den ersten Preis der Discovery Days 2019 für den besten Vortrag und mit dem Publikumspreis ausgezeichnet.
Christine Thürmer gilt mit mehr als 60.000 zurückgelegten Kilometern nach eigenen Angaben als „meistgewanderte Frau der Welt“, ist aber auch mehr als 30.000 Kilometer geradelt und 6.500 Kilometer gepaddelt. Wenn sie nicht unterwegs ist, lebt sie in Berlin.

### Einstieg als Langstreckenwanderin

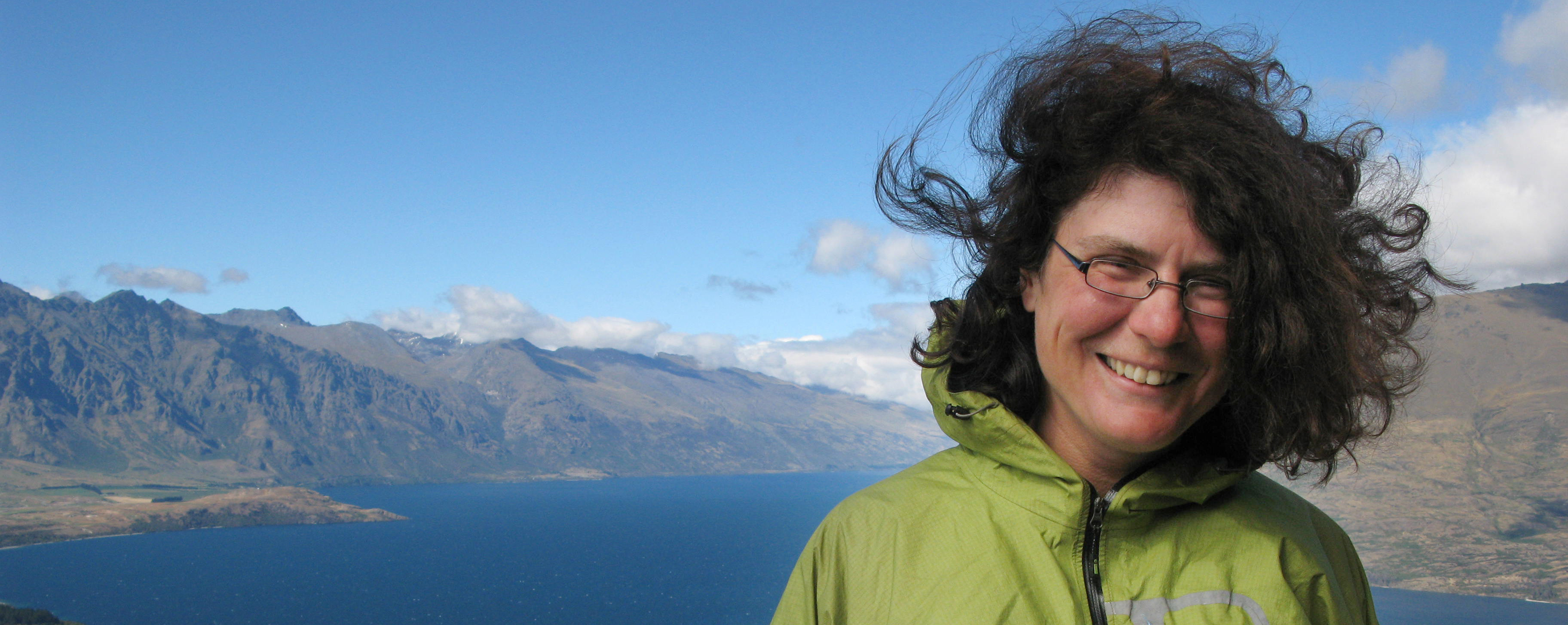
Christine Thürmer 2009 in Queenstown (Neuseeland)

Im April 2004 ging Christine Thürmer den Pacific Crest Trail in den USA – 4.277 Kilometer von Mexiko nach Kanada – und fand so den Einstieg als Thruhikerin. 5 Monate und einen Tag benötigte sie für diese Distanz. Im Juni 2007 wanderte sie den Continental Divide Trail (CDT) in Richtung Süden. Nach diesem Trail, den sie im November 2007 beendet hatte, kehrte Thürmer nach Deutschland zurück, um eine Vollzeit-Wanderkarriere, festgehalten durch regelmäßige Blog-Berichte, zu starten. In der internationalen Hiker-Szene war sie ab diesem Zeitpunkt unter dem Namen German Tourist bekannt.
Thürmer löste ihre Wohnung auf und lagerte ihren Besitz in einen Lagerraum ein, um im Frühjahr 2008 die erste Weltreise mit einer Radtour auf dem Eurovelo 6 durch Europa zu starten. Im Juni 2008 flog sie in die USA, um den Appalachian Trail (AT) in Richtung Süden zu wandern. Christine Thürmer erhielt nach Abschluss des Appalachian Trail im November 2008 von der US-Vereinigung für Langstreckenwanderungen die Triple Crown of Hiking. Diese Leistung, alle drei großen US-Trails zu wandern, hatten bis dahin weniger als hundert Menschen geschafft.

### Reisen (Auswahl)
Im Dezember 2008 reiste sie nach Australien, um auf dem Bibbulmun Track zu wandern. Dort lernte sie einen britischen Weltumradler kennen, mit dem sie von Januar bis September 2009 sieben Monate lang gemeinsam durch Australien, Neuseeland, Japan und Südkorea radelte. Die zweite Weltreise im Januar 2010 begann mit einer Wanderung entlang des kompletten Florida Trails, gefolgt vom Arizona Trail im Frühjahr 2010. Den Südwesten der USA bereiste sie mit einem sechsmonatigen Visum per Fahrrad. Im Juli 2010 flog sie weiter nach Australien, um den Stuart Highway zu radeln und verschiedene Fernwanderwege wie den Larapinta Trail, den Great South West Walk, den Heysen Trail, den Hume and Hovell Track und den Bibbulmun Track zum zweiten Mal zu wandern. Auf der Rückreise verbrachte Thürmer das erste Quartal 2011 mit Rucksackreisen in Singapur, Malaysia und Brunei. Im Sommer 2011 begann sie intensiver mit dem Paddeln, indem sie den Yukon durchpaddelte. Nach der Rückkehr nach Deutschland durchwanderte sie im Herbst 2011 Großbritannien von John o’ Groats bis Land’s End. Thürmer ist im Zeitraum von 2012 bis 2018 rund 15.700 Kilometer zu Fuß durch Europa gewandert. Dabei durchwanderte sie Europa von West nach Ost; vom spanischen Santiago de Compostela bis nach Bulgarien an das Schwarze Meer. Die Nord-Süd Durchwanderung vom südlichsten Punkt auf dem europäischen Festland begann im spanischen Tarifa und endete am Nordkap in Norwegen. Auf ihren Reisen schläft sie vorwiegend im Zelt.

## Auszeichnungen
- 2008: Triple Crown of Hiking der US-Vereinigung für Langstreckenwanderungen
- 2017: ITB BuchAwards 2017 für Laufen. Essen. Schlafen.
- 2019: Erster Preis der Discovery Days für den besten Vortrag
- 2022: ITB BuchAwards 2022 für Weite Wege wandern

## Wanderungen und Touren (Auswahl)
zu Fuß
- Pacific Crest Trail: 4260 km
- Continental Divide Trail: 5000 km
- Appalachian Trail: 3340 km
- Bibbulmun Track (2×): 2000 km
- Florida National Scenic Trail: 1770 km
- Westeuropa-Durchquerung: 4500 km
- Országos Kéktúra (Ungarn): 1100 km
- Israel National Trail: 300 km
- E4 durch Kreta: 550 km
- Via Transilvanica (Rumänien): 1400 km
- Arizona National Scenic Trail 1300 km

per Fahrrad
- Eurovelo 6: 2500 km
- Skandinavien: 5500 km
- Baltische Staaten / Finnland: 7900 km

per Boot
- Yukon River: 2200 km
- Mississippi River: 3000 km
- Schweden: 900 km

## Werke
- Laufen. Essen. Schlafen. – Eine Frau, drei Trails und 12 700 Kilometer Wildnis. Malik, München 2016, ISBN 978-3-89029-471-1 (auch als E-Book mit ISBN 978-3-492-97383-0 und als Hörbuch mit ISBN 978-3-451-35175-4, gesprochen von Barbara Stoll).
- Wandern. Radeln. Paddeln. – 12 000 Kilometer Abenteuer in Europa. Malik, München 2018, ISBN 978-3-89029-484-1 (auch als E-Book mit ISBN 978-3-492-99044-8).
- Weite Wege wandern – Erfahrungen und Tipps von 45.000 Kilometern zu Fuß. Malik, München 2020, ISBN 978-3-89029-525-1 (auch als E-Book mit ISBN 978-3-492-99536-8 und als Hörbuch, gesprochen von Katrin von Chamier).
- Auf 25 Wegen um die Welt: Vom Wohlfühlweg bis zum Wildnisabenteuer. Malik, München 2023, ISBN 978-3-89029-556-5 (auch als E-Book und als Hörbuch, gesprochen von Simone Kabst).